# Sphaerias blanfordi
Sphaerias blanfordi är en fladdermus som beskrevs 1891 av Oldfield Thomas. Den placeras som ensam art i släktet Sphaerias som ingår i familjen flyghundar. Inga underarter finns listade.

## Utseende
Denna flyghund når en kroppslängd (huvud och bål) på 6,5 till 8 cm och saknar synlig stjärt. Underarmarnas längd som bestämmer djurets vingspann är ungefär 5 cm. Sphaerias blanfordi har gråbrun päls på ryggen medan framsidan är något ljusare. Den skiljer sig från närbesläktade flyghundar genom detaljer i skallens konstruktion.

## Utbredning
Arten förekommer med flera från varandra skilda populationer i södra Asien. Utbredningsområdet sträcker sig från västra Nepal och norra Indien över södra Kina och Myanmar till Vietnam. Sphaerias blanfordi vistas i låga och medelhöga bergstrakter mellan 800 och 2700 meter över havet. 

## Ekologi
Habitatet utgörs av olika slags skogar, ibland med bambu som undervegetation. På grund av artens smala tänder antas den främst leva av mjuka frukter. Vid viloplatsen har två till fem individer observerats samtidig.

## Status och hot
Delar av beståndet hotas av intensivt skogsbruk. Några exemplar jagas för köttets skull. Hela populationen antas vara stabil. Internationella naturvårdsunionen kategoriserar arten globalt som livskraftig.